# سیارک ۸۹۳۵
سیارک ۸۹۳۵ (به انگلیسی: 8935 Beccaria، نامگذاری:1997AV13) هشت هزار و نهصد و سی و پنجمین سیارک کشف شده‌است که در ۱۱ ژانویه ۱۹۹۷ کشف شد.
قدر مطلق سیارک برابر ۱۴٫۹۰ است.